# Francisco García Novo
Francisco García Novo (Madrid, 2 de mayo de 1943) es un biólogo español, miembro de la Real Academia de Ciencias Exactas, Físicas y Naturales.
Se doctoró en Ciencias Biológicas en la Universidad de Saint Andrews, Reino Unido. Fue Catedrático de Ecología en la Universidad de Santiago de Compostela y desde 1977 lo es en la de Sevilla. Es miembro numerario de la Real Academia de Ciencias de Sevilla, Presidente de la Asociación Española de Ecología del Paisaje, miembro de consejos asesores y de instituciones nacionales e internacionales. 

## Galardones
- Premio Rey Jaime I (Medio Ambiente),
- Cruz de la Orden de Alfonso X el Sabio
- Certificate of International Appreciation, U.S. MAB Committee.

## Publicaciones e Investigaciones
De sus investigaciones destacan los estudios sobre Doñana y en entornos mediterráneos, atlánticos en Gran Bretaña, subantárticos y semiáridos en Argentina, tropicales en Centroamérica y continentales en Estados Unidos.
Además ha introducido modelos numéricos para variables morfoestructurales y energéticas de las plantas y para las acciones sobre ellas y sus comunidades de diversos factores. 